# Inverclyde
L'Inverclyde (Inbhir Chluaidh en gaélique écossais, Inerclyde en scots) est l'une des 32 divisions administratives de l'Écosse et appartenait autrefois au comté traditionnel du Renfrewshire. 
Le nom d'Inverclyde, signifiant « bouche de la Clyde », est tiré de la barronie d'Inverclyde (1897), offerte à Sir John Burns et ses héritiers.

## Circonscription
L’Inverclyde est frontalier avec le North Ayrshire au sud, et le Renfrewshire au sud et à l’est. Au nord et à l’ouest, le Firth of Clyde le sépare de l’Argyll and Bute. D’une superficie de 160 km², l’Inverclyde est la 29e division administrative par sa taille et la 27e par sa population.
Un élu représente l’Inverclyde au parlement Britannique, deux autres directement élus le représentent au parlement écossais (ainsi que sept élus additionnels représentant l'Écosse de l'ouest). Les députés directement élus de l'Inverclyde sont membres du Parti national écossais. Le gouvernement local est mené par le Parti travailliste écossais, qui gouverne sans majorité.

## Villes et villages
- Gourock
- Greenock
- Inverkip
- Kilmacolm
- Port Glasgow
- Quarrier's Village
- Wemyss Bay

## Lieux d’intérêt
- Cornalees Bridge Centre
- Quai et musée des douanes
- Gourock Outdoor Pool
- Loch Thom
- Lunderston Bay
- Galerie d'art McLean
- Newark Castle
- Gare de Wemyss Bay (en)